# Лосконь-Старий
Лосконь-Старий (пол. Łoskoń Stary) — село в Польщі, у гміні Мурована Ґосліна Познанського повіту Великопольського воєводства.
Населення — 356 осіб (2011).
У 1975-1998 роках село належало до Познанського воєводства.

## Демографія
Демографічна структура станом на 31 березня 2011 року:
|          | Загалом | Допрацездатний вік | Працездатний вік | Постпрацездатний вік |
| -------- | ------- | ------------------ | ---------------- | -------------------- |
| Чоловіки | 173     | 44                 | 112              | 17                   |
| Жінки    | 183     | 39                 | 101              | 43                   |
| Разом    | 356     | 83                 | 213              | 60                   |